# Pisionura abyssorum
Pisionura abyssorum är en ringmaskart som beskrevs av Hartman och Fauchald 1971. Pisionura abyssorum ingår i släktet Pisionura och familjen Nereididae. Inga underarter finns listade i Catalogue of Life.